# Simulium yokotense
Simulium yokotense es una especie de insecto del género Simulium, familia Simuliidae, orden Diptera.

## Distribución
Se distribuye por Japón.

## Taxonomía
Fue descrita científicamente por Shiraki, 1935.